# Carl von Basedow

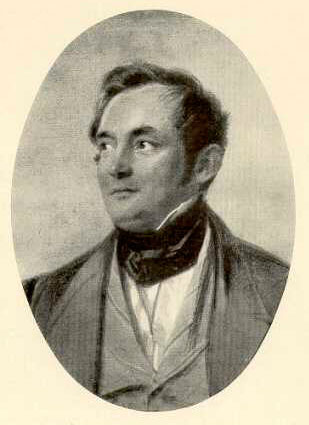
Carl Adolph von Basedow

Carl Adolph von Basedow (Dessau, 28 maart 1799 – Merseburg, 11 april 1854) was een Duits arts die vooral bekend werd door zijn beschrijving van wat later wel de ziekte van Basedow of ziekte van Graves genoemd zou worden. Hij studeerde geneeskunde aan de universiteit van Halle. 
In 1822 vestigde von Basedow zich als huisarts en chirurg in Merseburg in Saksen-Anhalt, waar hij later districtsarts werd. Vooral oogaandoeningen hadden zijn interesse.
In 1840 beschreef hij een aandoening die Robert James Graves enkele jaren eerder ook had beschreven. Von Basedow bepaalde in zijn artikel de belangrijkste symptomen van de ziekte in de zogenoemde trias van Mersenburg: naar voren geplaatste ogen, struma en een versnelde hartslag. Hij constateerde dat de patiënt vaak vermagerd was, ondanks een toegenomen of overmatige eetlust. Deze symptomen waren het gevolg van een te sterk werkende schildklier. Acht jaar daarna publiceerde Von Basedow zijn bevindingen tijdens het pathologisch onderzoek bij een patiënt met Glotzaugen. Hij noemde hier onder andere het zwellen van de oogspieren en het vetweefsel in de oogkas. Dit veroorzaakt het uitpuilen van de ogen.  
In 1838 werd hij door de Pruisische koning in de adelstand verheven.
Von Basedows grote interesse in de pathologie werd hem uiteindelijk fataal. In 1854 sneed hij zichzelf tijdens de obductie van een patiënt met vlektyfus, waarna hij besmet raakte en op 11 april zelf aan voornoemde ziekte overleed. Graves was een jaar eerder al aan leverziekte overleden.